# Mercedes Gómez Blesa
Mercedes Gómez Blesa (Casas-Ibáñez, Albacete, 1964) es una filósofa, ensayista, investigadora y poeta española. Doctora en filosofía por la Universidad Complutense de Madrid y experta en la obra de María Zambrano y en la literatura de la Edad de Plata española. 

## Trayectoria profesional
Mercedes Gómez Blesa es doctora en filosofía por la Universidad Complutense de Madrid. Ha centrado sus investigaciones en el ámbito del pensamiento español contemporáneo, dedicando especial atención a la obra de las intelectuales de la Segunda República y la Edad de Plata de la literatura española, especialmente, a la de María Zambrano, autora a la que ha consagrado dos ensayos, María Zambrano: El canto del laberinto (1992), en coautoría con María Fernanda Santiago Bolaños, y La razón mediadora: Filosofía y Piedad en María Zambrano (2008), con el que obtuvo el Premio Gran Vía de Ensayo, y ha realizado la edición crítica de los siguientes libros de María Zambrano: Las palabras del regreso (1995), Unamuno (2003), Pensamiento y poesía en la vida española (2004) y Claros del bosque (2011).

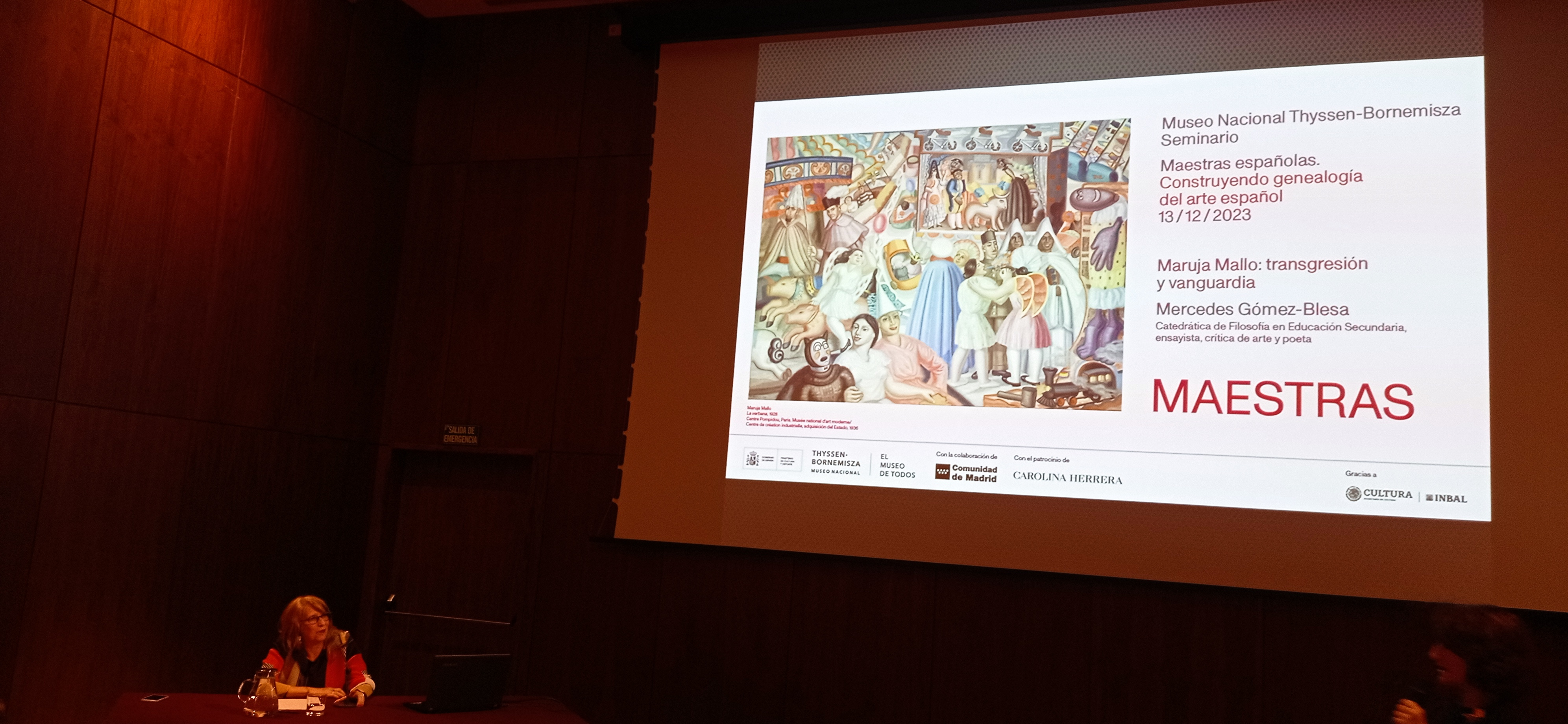
Museo Thyssen. Exposición Maestras. Conferencia de Mercedes Gómez Blesa sobre Maruja Mallo

Asimismo, ha recopilado los artículos zambranianos publicados en la revista puertorriqueña Semana (Condados de niebla, Huelva, 2002) y ha coordinado un monográfico sobre la autora en Revista de Occidente.
En 2007 publicó Las intelectuales republicanas: la conquista de la ciudadanía.
En 2009 preparó una reedición en Ediciones Cátedra de Las palabras del regreso de María Zambrano, recopilación de los textos que publicó la autora en la prensa española después de su regreso del exilio. Ese mismo año apareció Modernas y vanguardistas: Mujer y democracia en la II República (2009), sobre las intelectuales y artistas más destacadas de la generación del 98, del 14 y del 27.
Como creadora, dio a conocer su primer poemario en 2007, titulado Los nuevos bárbaros, con el que quedó finalista de los Premios de la Crítica de 2008.
En 2016 publicó, junto a Marifé Santiago, el ensayo Debes conocerlas, sobre perfiles de creadoras europeas del siglo XX.
Sus últimos libros son la edición crítica de La mujer moderna y sus derechos de Carmen de Burgos (2018) y Modernas y vanguardistas. Las mujeres-faro de la Edad de Plata (2019), ampliación del ensayo publicado en 2009. Es patrona de la Fundación María Zambrano y forma parte del grupo de investigadores que están haciendo la edición crítica de las Obras Completas de María Zambrano.
Con motivo de la exposición organizada por la Biblioteca Nacional de España en 2019, El exilio republicano de 1939, ochenta años después participó en la mesa redonda titulada Las que se fueron, sobre las mujeres en el exilio.
En 2020 se sumó al proyecto Palabras Hilanderas, consistente en la publicación de una colección de ensayos "de un modo creativo y desde la poética de la belleza"
Ese mismo año fue una de las socias fundadoras y luego vicepresidenta de la Asociación El Legado de las Mujeres, cuyo objetivo principal es dar visibilidad en los programas y manuales de texto de Educación Secundaria a las aportaciones de las mujeres más relevantes en los diferentes ámbitos de la cultura (literatura, filosofía arte y ciencia).
Ha impartido conferencias relativas al campo de la filosofía y de las mujeres española de la Edad de Plata, así, con motivo de la exposición Maestras en el Museo Thyssen de Madrid ha formado parte de las Actividades, Maestras españolas. Construyendo genealogía del arte español y ha impartido la conferencia  Maruja Mallo: transgresión y vanguardia.

## Premios
- Finalista de los Premios de la Crítica 2008. Sección Poesía con el poemario Los nuevos bárbaros.
- Ganadora del V Premio de Ensayo Gran Vía con la obra La razón mediadora: Filosofía y Piedad en María Zambrano.[9]
- Finalista del VII Premio de la Crítica de Castilla y León con el ensayoLa razón mediadora: Filosofía y Piedad en María Zambrano.
- Finalista del VIII Premio de la Crítica de Castilla y León con el ensayo Modernas y vanguardistas: Mujer y democracia en la II República[10]